# Musée juif de Rome
Le musée juif de Rome (en italien : Museo Ebraico di Roma) est situé au sous-sol de la grande synagogue de Rome, Via Catalana à Rome, en Italie. Il présente à la fois des informations sur la présence juive à Rome depuis le IIe siècle av. J.-C. et une grande collection d'œuvres d'art produites par la communauté juive. La visite au musée comprend également celle, guidée, de la grande synagogue et de la petite synagogue espagnole, en italien : Tempio Spagnolo, dans le même complexe.

## Histoire
Avec l'unification de l'Italie, en 1870, les Juifs obtiennent la citoyenneté italienne.
À la suite de l'accord entre la communauté juive et les autorités de la ville, le ghetto romain est démoli vers la fin du XIXe siècle. Le bâtiment qui abritait la synagogue du ghetto qui, en fait, contenait cinq synagogues représentant différentes traditions, est aussi détruit en 1908, mais certains éléments fixes, notamment les arches saintes et fauteuils cérémoniels sont préservés,.
En outre, en 1875, la ville entreprend un ambitieux programme pour construire des digues le long du Tibre pour fournir une protection contre les inondations, comprenant l'ancien quartier du ghetto. La grande synagogue est construite dans l'ancien quartier du ghetto, à proximité du fleuve et est achevée en 1904.
Le musée est, lui, créé en 1960. Il est d'abord mis en place dans une pièce derrière l'arche de la Torah de la grande synagogue. En 1980, l'escalier menant au musée est décoré avec des vitraux de l'artiste Eva Fischer (en). Afin de permettre son expansion, le musée est déplacé vers le sous-sol de la grande synagogue, à-côté de la synagogue espagnol. Il est officiellement rouvert le 22 novembre 2005.
Au début des années 2000, le musée est rebaptisé Musée juif de Rome afin de souligner la relation étroite entre la communauté juive et la ville. Une fondation, pour soutenir le musée, est créée en 2009, et baptisée en l'honneur de l'ancien grand rabbin, Elio Toaff. Le nouveau musée et sa collection sont soutenus par l'Union européenne, les gouvernements italiens et celui du Latium ainsi que la ville de Rome, par des dons privés.
La collection d'art du musée est, en grande partie, donnée par les membres de la communauté. Elle reflète la longue histoire des Juifs à Rome et, en particulier, la période du ghetto, de 1555 à 1870, alors que tous les Juifs de Rome et ses environs étaient contraints de vivre dans ce petit quartier. La collection comprend environ 900 textiles liturgiques et cérémoniels, des parchemins enluminés, environ 100 pièces en marbre et environ 400 pièces d'orfèvrerie. Le musée présente quelques-uns des nombreux documents conservés dans les archives de la communauté.

## Exposition
Le musée est organisé en plusieurs salles qui traitent des points suivants : 

### L'époque romaine
Le musée retrace l'histoire des Juifs et, en particulier, leur relation avec Rome. Elle remonte à l'époque de Judas Maccabée qui, au milieu du IIe siècle av. J.-C., demande l'aide de Rome contre les rois hellénistiques afin de restaurer le culte juif à Jérusalem. Selon la tradition, les deux ambassadeurs, envoyés faire la demande devant le Sénat romain, sont reçus par les Juifs vivant déjà à Rome. En 63 avant notre ère, la Judée est conquise par Pompée et, en 70, annexée à l'Empire romain par Vespasien et Titus après la première Guerre judéo-romaine. Cela a pour conséquence, l'arrivée de nombreux Juifs à Rome, en particulier comme esclaves. Au cours de la période impériale, il se dit qu'il y a eu jusqu'à douze synagogues dans la ville. Il existe des preuves archéologiques provenant de deux catacombes juives, la Villa Torlonia et la Vigna Randanini (en). Le musée expose des moulages en plâtre, de pierres tombales provenant des catacombes, exposées au musée national romain et d'autres musées à Rome.

### Le Moyen-Âge
Dès le IVe siècle, les Juifs se répartissent dans toute l'Europe et sont souvent contraints de quitter les zones où ils étaient installés. En 1492, tous les Juifs sont expulsés d'Espagne. D'autres sont expulsés du sud de l'Italie et de l'Europe centrale et septentrionale. Beaucoup de réfugiés prennent le chemin vers Rome. Il y avait donc une diversité de traditions juives dans la ville et celles-ci sont bien représentées dans la collection du musée à l'aide de manuscrits et de documents imprimés. Rome était un centre reconnu pour la production de manuscrits.

### Le ghetto
Malgré la mise en œuvre de nombreuses restrictions, Rome est la seule ville en Europe à n'avoir jamais expulsé les Juifs. Cependant, au début du XVIe siècle, les Juifs représentent environ un treizième de la population de Rome et des efforts sont faits pour les convertir. En outre, des exemplaires du Talmud sont brûlés. Le 14 juillet 1555, le pape Paul IV publie sa bulle, Cum nimis absurdum (en français : Comme il est absurde), dans laquelle il impose des restrictions religieuses et économiques aux Juifs et crée le ghetto, qui continue d'exister jusqu'en 1870. Le musée dispose d'une documentation considérable et illustrations sur cette période.

### L'abolition du ghetto
Le musée fournit des illustrations des changements intervenus dans le quartier occupé par le ghetto, après l'unification italienne en 1870. Il retrace les mesures prises pour développer la grande synagogue. Le ghetto de Rome fut le dernier ghetto européen à être aboli.

### Le fascisme et l'occupation allemande
En 1938, Benito Mussolini et le roi Victor-Emmanuel III, sous l'influence d'Adolf Hitler, signent les lois connues sous le nom de défense de la Race, qui suppriment tous les droits civils des Juifs en Italie et les forcent à quitter les postes gouvernementaux. Un certain nombre de journaux et de magazines de l'époque sont exposés dans le musée.
Par la suite, les Juifs sont davantage persécutés, les magasins étant attaqués et certains contraints au travail forcé. Après le renversement de Mussolini et l'armistice, en septembre 1943, les Allemands occupent Rome. La communauté juive est informée qu'elle serait laissée tranquille en remettant 50 kg d'or. Des exemples de reçus donnés à ceux qui contribuent, y compris les non Juifs, sont exposés, ainsi que des fichiers tenus sur les Juifs au siège des SS. L 'accord n'est cependant pas respecté et le 16 octobre 1943, les Allemands raflent et déportent environ 2 000 personnes dans des camps de concentration, dont peu en réchappent. Le musée en témoigne, ainsi que sur le massacre des Fosses ardéatines, lorsque les Juifs et d'autres, sont assassinés en représailles à une attaque de la résistance contre les troupes allemandes.

### La vie quotidienne dans le ghetto
Cette section expose la maison juive, la cuisine, les mariages et la célébration des fêtes religieuses.

### Les cinq synagogues
La plupart des objets proviennent du bâtiment abritant les cinq synagogues (en italien : Cinque Scole), qui a été démoli en 1908. Y sont présentés des rideaux, des incrustations, des plaques de marbre et des lustres. D'autres éléments ont été conservés dans la synagogue espagnole. Des photos, des anciennes synagogues, sont également exposées.

### La galerie de marbre antique
Il s'agit d'une collection de sculptures en marbre et de gravures datées des XVIe au XIXe siècle, qui constituent une preuve documentaire importante de l'histoire de la communauté juive de Rome. Certains se réfèrent à des legs laissés par les familles riches, d'autres enregistrent l'achat de parcelles du cimetière. Ces dalles de marbre, étaient un élément important dans la décoration des Cinque Scole.

### Les textiles
Ceux-ci proviennent principalement des cinq synagogues. Ils comprennent des velours de la Renaissance et de la dentelle de la période baroque. Ils ont été achetés, pour la plupart, par la noblesse romaine, puis adaptés pour être utilisés dans les synagogues, avec application de broderies et passementeries.

## Source de la traduction
- (en) Cet article est partiellement ou en totalité issu de l’article de Wikipédia en anglais intitulé « Jewish Museum of Rome » (voir la liste des auteurs).